# اسکله دی
اسکله D یک اسکله در ونکوور کانادا بود که توسط راه‌آهن کانادا اقیانوس آرام ساخته شد، در سال ۱۹۱۶ تمدید شد و ۷۰۰٬۰۰۰ دلار برای این پروژه متعهد شد، از جمله ۱۵۰٬۰۰۰ دلار در آنچه به عنوان «بزرگ‌ترین قرارداد شمع بندی تا کنون در سواحل اقیانوس آرام» توصیف شد.

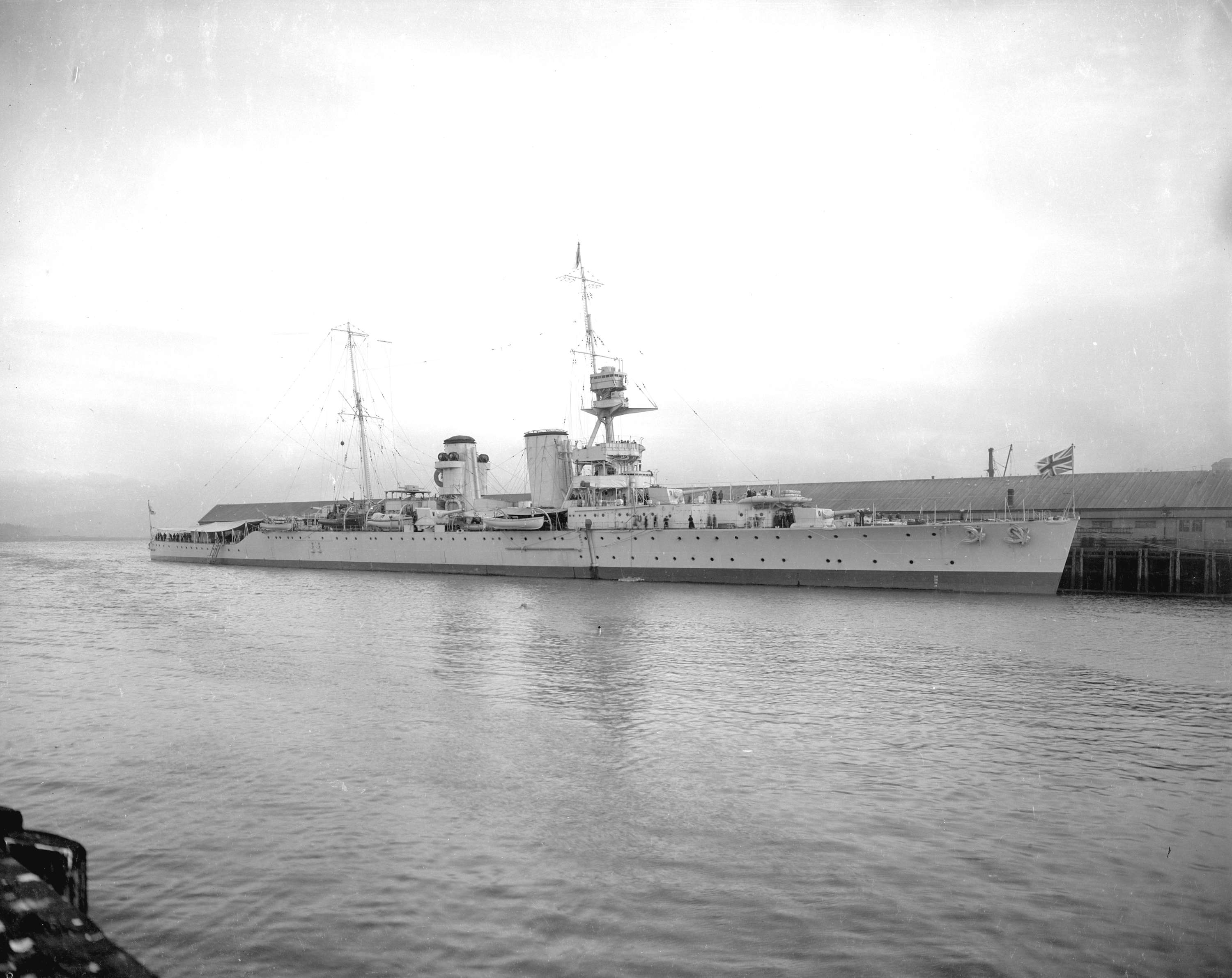
در اسکله D در سال ۱۹۲۱

اسکله در ۲۷ ژوئیه ۱۹۳۸ با خسارت ۱٬۰۰۰٬۰۰۰ دلاری در آتش سوخت.